# Indianapolis Tennis Center
Das Indianapolis Tennis Center (bis 1992 oder 1993 Indianapolis Sports Center), war ein Tenniskomplex in Indianapolis, Vereinigte Staaten, das 1979 auf dem Gelände der Indiana University-Purdue University Indianapolis gebaut wurde und deren Hauptplatz eine Kapazität von 10.000 Plätzen bot. Zunächst bestand die Anlage ausschließlich aus 18 Sandplätze, von denen später 14 in Hartplätze umgewandelt wurden. 2009 gab 16 Freiplätze, von denen zwei Sandplätze waren sowie sechs Hallenplätze. 2010 wurde die Anlage abgerissen.

## Nutzung
1987 fanden hier die Tenniswettkämpfe der Panamerikanischen Spiele statt. In den 1980er Jahren traten Popmusiker wie Grateful Dead, Jimmy Buffett, Elton John, Tom Petty, Donna Summer, James Taylor, Stevie Ray Vaughan and Billy Idol auf. 1999 wurde hier das erste Indy Jazz Fest veranstaltet. Seit 1988 fanden hier die Indianapolis Tennis Championships statt, die zuletzt ein Tennisturnier der 250-Kategorie der ATP World Tour bei den Herren waren.